# Scrittura asemica

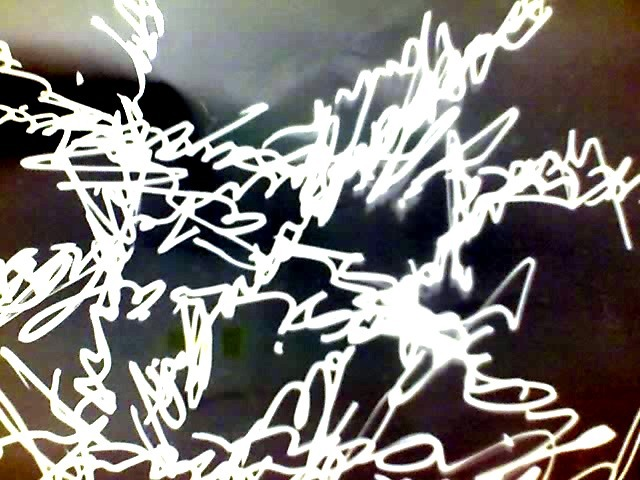
Scrittura asemica di Marco Giovenale

La scrittura asemica è una forma di scrittura semantica aperta senza parole. La parola asemica significa "senza nessuno specifico contenuto semantico". Con la non specificità della scrittura asemica viene un vuoto di significato che si lascia al lettore di riempire e interpretare. Questo processo è simile al modo in cui si dedurrebbe il significato da un'opera d'arte astratta. La natura aperta delle opere asemiche permette al significato di presentarsi trans-linguisticamente; un testo asemico può essere "letto" in maniera simile indipendentemente dalla lingua naturale del lettore. Molteplici significati per lo stesso simbolismo sono un'altra possibilità per un'opera asemica.

## Stili di scrittura asemica
Una parte della scrittura asemica comprende i pittogrammi o ideogrammi, i cui significati sono talvolta, ma non sempre, suggeriti dalle loro forme. La scrittura asemica, a volte, esiste come concezione od ombra delle pratiche convenzionali di scrittura. Riflettendo la scrittura, ma non esistendo completamente come sistema di scrittura tradizionale, la scrittura asemica cerca di far fluttuare il lettore in uno stato tra il leggere e il guardare. Uno stato quindi di non-comunicazione, poiché l’emittente e il ricevente non conoscono il codice interpretativo.
La scrittura asemica non ha alcun senso verbale, benché possa avere un chiaro senso testuale. Attraverso la sua formattazione e la sua struttura, la scrittura asemica può suggerire un tipo di documento e, in tal modo, un significato. La forma d'arte è ancora scrittura, spesso in forma calligrafica, e dipende dal senso e dalla conoscenza dei sistemi di scrittura da parte del lettore per avere senso, o può essere compresa attraverso l'intuizione estetica.

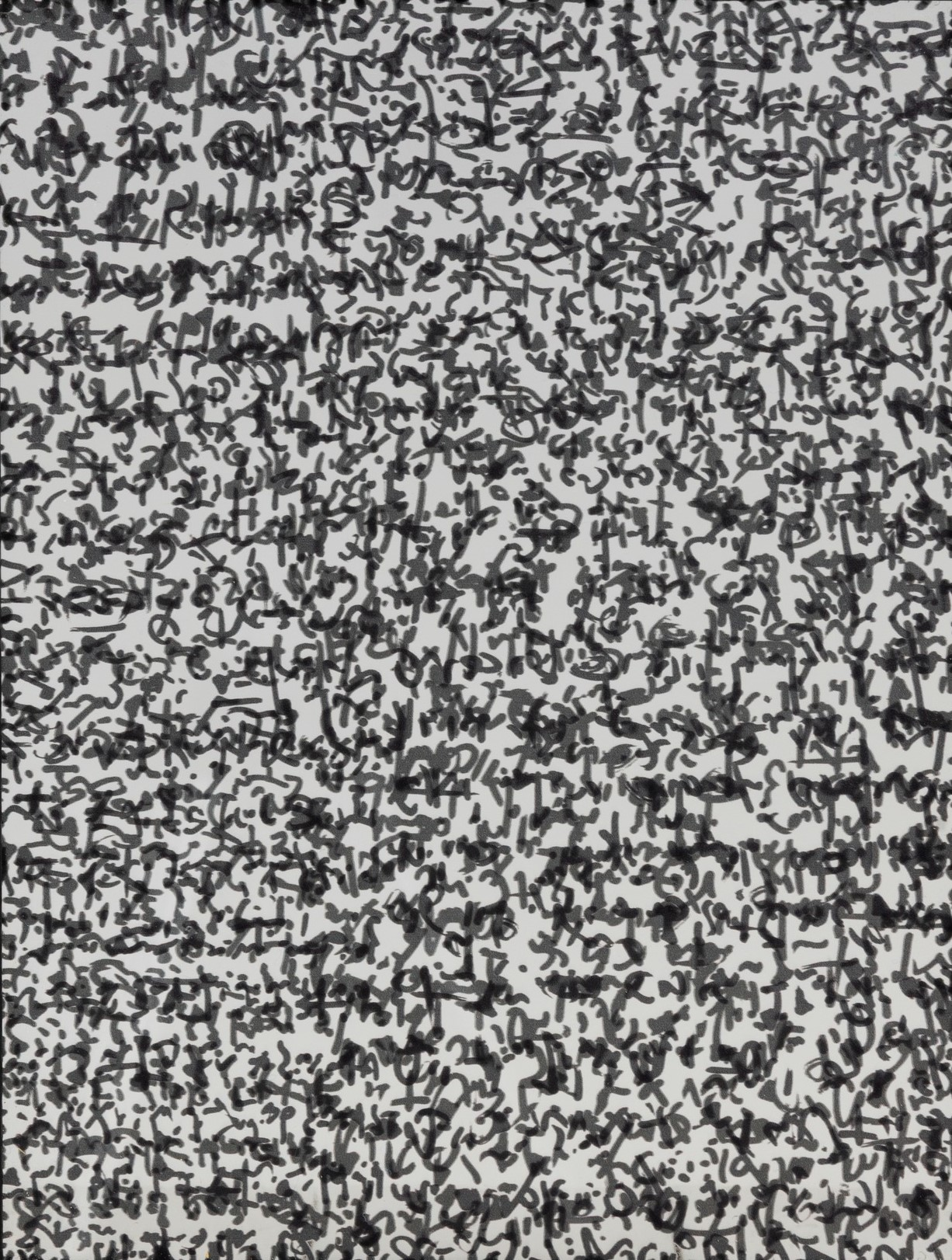
Giuseppe Calandriello, "Scrittura asemica", 2025, stampa digitale su plexiglas, cm 40x30

La scrittura asemica può essere vista anche come una percezione relativa, per mezzo della quale lingue sconosciute e alfabeti dimenticati forniscono modelli e piattaforme per nuove modalità di espressione. È stato suggerito che la scrittura asemica esiste in due modi: la scrittura asemica "vera" e la scrittura asemica "relativa". La vera scrittura asemica si presenta quando il creatore del brano asemico non può leggere la propria scrittura asemica. La scrittura asemica relativa è un sistema di scrittura naturale che può essere letto da alcune persone ma non da tutti (ad es. i cifrari). Tra questi due assiomi è dove la scrittura asemica esiste e si svolge.
Le influenze sulla scrittura asemica sono manoscritti illeggibili, inventati o primitivi (pitture rupestri, scarabocchi, disegni di bambini, ecc.). Ma invece di essere pensata come mimica dell'espressione pregrafica, la scrittura asemica può essere considerata come uno stile di scrittura pregrafico che usa tutte le forme della creatività per l'ispirazione. Altre influenze sulla scrittura asemica sono la xenolinguistica, le lingue artistiche, i sigilli della magia, gli alfabeti non decifrati e i graffiti.
La scrittura asemica si presenta nella letteratura e nell'arte di avanguardia con forti radici nelle più antiche forme di scrittura. Un esempio moderno di scrittura asemica è il Codex Seraphinianus di Luigi Serafini. Serafini descrisse l'alfabeto del Codex come asemico in una conversazione alla Società di Bibliofili dell'Università di Oxford tenuta l'8 maggio 2009.
La scrittura asemica esiste come stile internazionale, con scrittori e artisti che la creano in molti paesi in tutto il globo. Un artista, che stava praticando la scrittura asemica fin dai primi anni 1970, è la defunta Mirtha Dermisache (1940-2012) dell'Argentina. Dermisache ripeteva intensamente che i suoi grafismi non avevano alcun significato, ma che anche senza significato mantenevano pienamente i diritti di un'opera autonoma. Anche Cecil Touchon, di Austin, Texas, è un artista che crea frammenti asemici di scrittura fin dalla metà degli anni 1970. Touchon porta il collage nella scrittura asemica utilizzando le parole dal materiale di vecchi poster, che decostruisce in forme illeggibili che mantengono ancora la presenza estetica della scrittura. Un altro artista contemporaneo, che ha creato scrittura asemica negli ultimi 25 anni (metà degli anni 1980), è José Parlá, residente a Brooklyn, New York. Parlá funge da trascrittore storico e da narratore visivo. Come trascrittore, registra le sue esperienze in codice calligrafico e palinsestico, con i suoi graffiti e la sua arte astratta che documentano la storia e il degrado dei luoghi urbani.
In Cina, durante gli anni 1990, ebbe origine un movimento di calligrafia astratta conosciuto come "calligrafismo", uno dei cui principali proponenti fu Luo Qi. Il calligrafismo è un movimento estetico che mira a sviluppare la calligrafia come un'arte astratta. I caratteri non hanno bisogno di mantenere le loro forme tradizionali o di essere leggibili come parole. In Vietnam, durante gli anni 2000, apparve un gruppo calligrafico chiamato la Banda dei Cinque Zenei. Per questo gruppo di giovani artisti “senza parole” significa ciò che non può essere detto, ciò che è sia prima che dopo la specificità della denominazione. Essere senza parole è dire niente e dire tutto. Alcuni praticanti attuali della scrittura asemica sono Tim Gaze, Michael Jacobson, Satu Kaikkonen, De Villo Sloan, Federico Federici, Francesco Aprile, Francesca Biasetton, Mariangela Guatteri, Cristiano Caggiula, Marco Giovenale, Karri Kokko, John M. Bennett, Giuseppe Calandriello, Jim Leftwich, Jukka-Pekka Kervinen, Márton Koppány, Drew Kunz, Ekaterina Samigulina, Riccardo Cavallo, Geof Huth, John Martone, Tommasina Squadrito, Enzo Patti e Rosaire Appel. Tra i precursori italiani vale la pena citare il lavoro di Emilio Villa, Giuliano Della Casa, vicino al gruppo 63, di Adriano Spatola, William Xerra, Luciano Caruso, Vincenzo Accame, Magdalo Mussio,  Giovanni Fontana, Tomaso Binga, Giovanna Sandri, Martino Oberto e di Irma Blank.

### Pubblicazioni specializzate
Le pubblicazioni che si occupano di scrittura asemica includono la Asemic Magazine di Tim Gaze, la galleria The New Post-Literate sul blog di Michael Jacobson, la rivista online "Utsanga.it" di Francesco Aprile e Cristiano Caggiula, il blog collettivo “Asemic Net” di Marco Giovenale e il magazine ASEMICA di Giuseppe Calandriello. Ci sono inoltre gruppi che si occupano di scrittura asemica su Flickr, Google, Facebook e nella Unione internazionale degli artisti postali. La scrittura asemica è apparsa in libri, opere d'arte, film e alla televisione, ma è stata distribuita specialmente via internet. Più recentemente ci sono stati modelli di architettura che utilizzano la scrittura asemica nel processo di progettazione. Attualmente, c'è un robot che esegue la scrittura asemica dal vivo.

## Storia
Ecco un brano citato da un recente messaggio di posta elettronica del poeta visivo Jim Leftwich (stava spiegando se stesso a un artista di nome Billy Bob Beamer):
Un giorno a metà degli anni 90, probabilmente il 97, un poeta visivo di nome John Byrum mi spedì una cartolina in risposta a una serie di poesie che gli avevo mandato. Le poesie erano variazioni letterali di poesie di John M. Bennett. in un ps in fondo alla cartolina Byrum scrisse qualcosa come "se continui in questa vena presto scriverai poesie asemiche". Questa era la prima volta che vedevo la parola "asemico". Tim Gaze mi contattò intorno allo stesso periodo. Stavo pensando all'asemia puramente testuale. Tim stava pensando a una forma di scrittura più calligrafica. Il mio lavoro testuale era più letterale, e il mio lavoro visivo stava scomponendo le forme delle lettere e diventando una poesia di segni quasi- o sub-letterali. Cominciai a fare lavori quasi-calligrafici e mandarli in giro a riviste di poesia - e a chiamarli asemici. Tim stava facendo qualcosa di molto simile. Questo fu l'inizio di quello che ora è chiamato “il movimento asemico”. Promossi la pratica (e la parola stessa) molto energicamente per parecchi anni (8 - 10 anni o giù di lì). Tim è stato perfino più energico e ambizioso, e sta ancora andando forte. C'è una storia lunga e complessa che precede tutto questo, naturalmente, ma questo è il modo in cui l'attuale "movimento" mi mise in moto. Tim può dirti molto di più sulla storia del termine stesso.»
Satu Kaikkonen, un'artista/scrittrice asemica contemporanea, ebbe da dire questo sulla scrittura asemica:
Bruce Sterling fa commenti sulla scrittura asemica sul suo blog della rivista Wired Beyond The Beyond:

## Influenze e predecessori

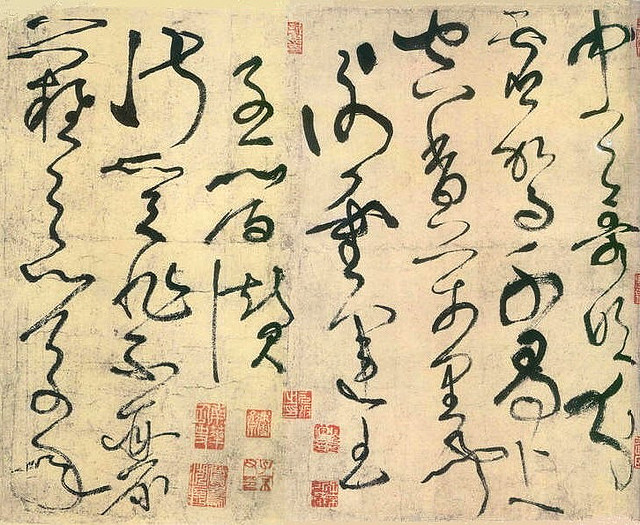
Una delle opere calligrafiche di Zhang Xu

- Dall'intervista di Tim Gaze al Commonline Journal: "Si potrebbe dire che la natura, sin dall'inizio dei tempi, manifesti la scrittura asemica. Essa ha bisogno soltanto che un essere umano veda la scrittura, e la riconosca".[18]
- Nella Cina della dinastia Tang, ca. 800 d.C., due uomini spinsero la calligrafia corsiva con il pennello al punto dell'illeggibilità. Zhang Xu "il pazzo" (uno degli Otto immortali della coppa di vino) era solito eccitarsi dopo aver bevuto vino, e scrivere un corsivo esuberante ma illeggibile. Anche il più giovane "monaco pazzo" Huai Su trovò fama come scrittore di calligrafia corsiva libera.
- Il manoscritto Voynich, un "erbario" illustrato del XV secolo che ha finora resistito a tutti i tentativi di decifrazione o di spiegazione.
- Il marziano di Hélène Smith, sebbene questo possa essere anche considerato una lingua artificiale con un coerente sistema di scrittura artificiale.
- Austin Osman Spare, sigillazione. Spare pubblicò un metodo mediante il quale le parole di una dichiarazione di intenti sono ridotte a un progetto astratto e poi caricate dell'energia della propria volontà.
- Alphabet, Narration di Henri Michaux (1927), e gli intuitivi disegni a china, quali Stroke by Stroke (2006). Michaux si riferisce alla sua scrittura asemica come “gesti interiori”.
- J. B. Murray creò una personale scrittura dello spirito che poteva tradurre graurdando attraverso un bicchiere d'acqua.
- Cy Twombly, molti di suoi più noti dipinti della fine degli anni 1960 sono reminiscenze di una lavagna scolastica sulla quale qualcuno si era esercitato a scrivere "e" corsive. I suoi dipinti della fine degli anni 1950, inizio degli anni 1960 potrebbero invece richiamare l'accumulazione a lungo termine di graffiti nei bagni. Si dovrebbe anche verdere la serie di Twombly Roman Notes (1970).
- Christian Dotremont e i suoi logogrammi.

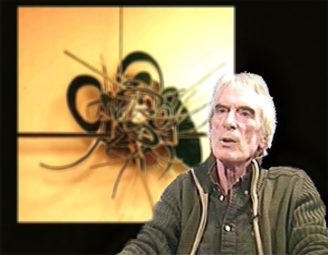
Alain Satié nel 1995

- "L'idea [del lettrismo / di Isidore Isou] per la poesia del futuro era che essa dovesse essere puramente formale, priva di ogni contenuto semantico." Il lettrismo è un importante precursore della scrittura asemica perché i lettristi spesso inventavano nuovi simboli invece di usare le parole[19]. Essi inoltre atomizzarono la scrittura fino alla lettera e la sintetizzarono con immagini visive; il termine che inventarono per questo tipo di scrittura è "ipergrafia". Un primo esempio di ipergrafia è il dipinto del 1951 Sans Titre di Gabriel Pomerand, dove l'artista creò nuovi simboli e gesti. In seguito, all'inizio degli anni 1970, Alain Satié pubblicò il suo libro ipergrafico Écrit en Prose che ha quasi l'intero dialogo scritto in testo asemico.[20]

- I dipinti calligrafici di Brion Gysin influenzati dalla calligrafia giapponese ed arabo. Un importante esempio di uno dei dipinti calligrafici di Gysin è Calligraffiti of Fire (1986).[21]
- Morita Shiryu fu uno dei cinque calligrafi che formarono il Bokujin-Kai o “Società dell'inchiostro umano”. Il moderno ringiovanimento della calligrafia, per Morita, risiedeva nell'esplorazione della vera forma che metterebbe la calligrafia in grado di avere una rilevanza e un'accessibilità mondiale. Egli incoraggiò i calligrafi a prendere le distanze dalla creazione di caratteri puri al fine di rivitalizzare la forma delle loro espressioni attraverso la sperimentazione con l'arte astratta.
- Ulfert Wilke e l'espressionismo astratto. Wilke era profondamente affascinato dalla lingua scritta, e gran parte della sua opera era derivata dalla sua interpretazione astratta delle forme, dei colori e dei significati della scrittura che trovava in tutte le lingue e le forme.
- Jean Degottex, pittore, disegnatore tecnico e scultore francese. Dall'inizio degli anni 1950 mostrò un interesse nella realizzazione dei segni e nella resa delle forme calligrafiche che impegnava sia la superficie sia lo spazio della carta o della tela (ad es. Sea Spears, 1954; Parigi, Gall. Fournier), un approccio simile al metodo surrealista di scrittura e di disegno automatico.
- Nel 1974 la New York Graphic Society pubblicò un'opera molto influente per gli scrittori asemici, il libro di Max Ernst Maximiliana: The Illegal Practice of Astronomy: hommage à Dorothea Tanning.
- La scrittura cribriforme di Timothy Ely. L'opera di Ely evoca una gamma di materiali tematici: conoscenza arcana, segreti e crittografia, tempo e atemporalità. Ha sviluppato una lingua scritta privata usando 366 segni individuali o "cifre idiografiche". Ely scrive storie visive, da non confondere con romanzi grafici. Le sue narrazioni sono tutt'altro che lineari. “Mi piace l'idea di fare un'arte che ti obbliga a confrontarti con il mistero,” dice Ely. “Comunque tenti di affrontarla, non c'è soluzione.”[22]
- Il libro del cielo di Xu Bing; "L'installazione consisteva in una serie di libri, pannelli e rotoli sui quali erano stampari migliaia di caratteri che assomigliavano a veri ideogrammi cinesi, tutti privi di contenuto semantico".[23]
- Roland Barthes, controscritture.[24]
- Rachid Koraichi, la sua opera è influenzata da una persistente fascinazione per i segni di tutti i tipi, sia reali sia immaginari. A cominciare dalle intricate bellezze degli alfabeti calligrafici arabi, la sua opera è composta di simboli, glifi e cifre tratte da un'ampia varietà di altre lingue e culture.
- Gu Wenda, negli anni 1980, cominciò, il primo di una serie di progetti centrati sull'invenzione di falsi ideogrammi cinesi, senza significato, dipinti come se fossero veramente vecchi e tradizionali. Un'esposizione di questo tipo, tenutasi a Xi'an nel 1986, mostrava dipinti di falsi ideogrammi su scala massiccia. In altre opere sviluppa vari testi illeggibili basati su influenze linguistiche nell'area in cui sta creando un'installazione. Gu afferma che i testi illeggibili sono usati per evocare le limitazioni della conoscenza umana.[25]
- Il famoso artista indonesiano Made Wianta, similmente, fa affidamento perlopiù sulla sua pennellata per muoversi liberamente e spontaneamente attraverso una superficie desiderata per formare modelli curvi e ondulati che ricordano una delle ricchezze estetiche dell'Asia orientale.[26] Vedi la sua opera Caligraphy on the Blue Gate (1995) o Purple Caligraphy (2010).[27]

## Mostre di scrittura asemica
- Scritture asemiche. Libri d’Artista dalla Collezione dell’Accademia di Belle Arti di Palermo, a cura di Francesco Aprile, Accademia di belle arti di Palermo, Palermo, 2019[28]
- Womb: Opere dall’archivio Utsanga, a cura di Mariantonietta Clotilde Palasciano, Museo della casa alla fasanese, Fasano, 2022.[29]
- PataAsemica, a cura di Duccio Scheggi, Marco Garofalo e Giuseppe Calandriello, Stecca 3, Milano, 2023 (artisti partecipanti Vincenzo Accame, Vincenzo Agnetti, Francesco Aprile, Francesca Biasetton, Cristiano Caggiula, Giuseppe Calandriello, Luciano Caruso, Laura Cingolani, Antonio Devicienti, Federico Federici, Giovanni Fontana, Marco Giovenale, Mariangela Guatteri, Bruno Munari, Enzo Patti, Giancarlo Pavanello, Antonio Francesco Perozzi, Tommasina Squadrito, Martina Stella e William Xerra).[30]
- Scrittura asemica. Nuove acquisizioni della Collezione del libro d’artista della Biblioteca dell’Accademia di Belle Arti di Palermo, a cura di Toni Romanelli, Accademia di belle arti di Palermo, Palermo, 2024[31]
- Scrittura asemica: Il segno prima del senso e senza padroni, a cura di Giuseppe Calandriello, Centro Studi per l'Analisi del Linguaggio, Genova, 2025[32]

## Bibliografia

Animazione asemica di Tony Burhouse e Michael Jacobson

## Voci correlate

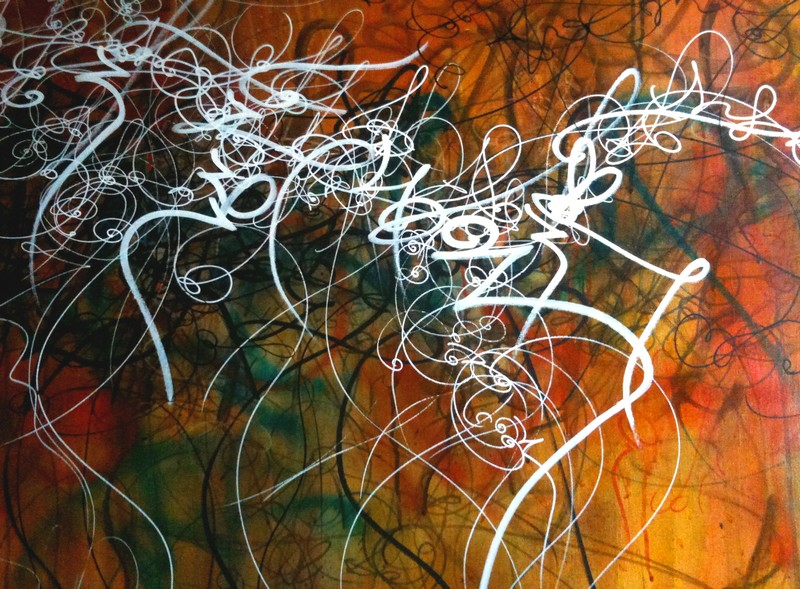
Lavori calligrafici di Nuno de Matos

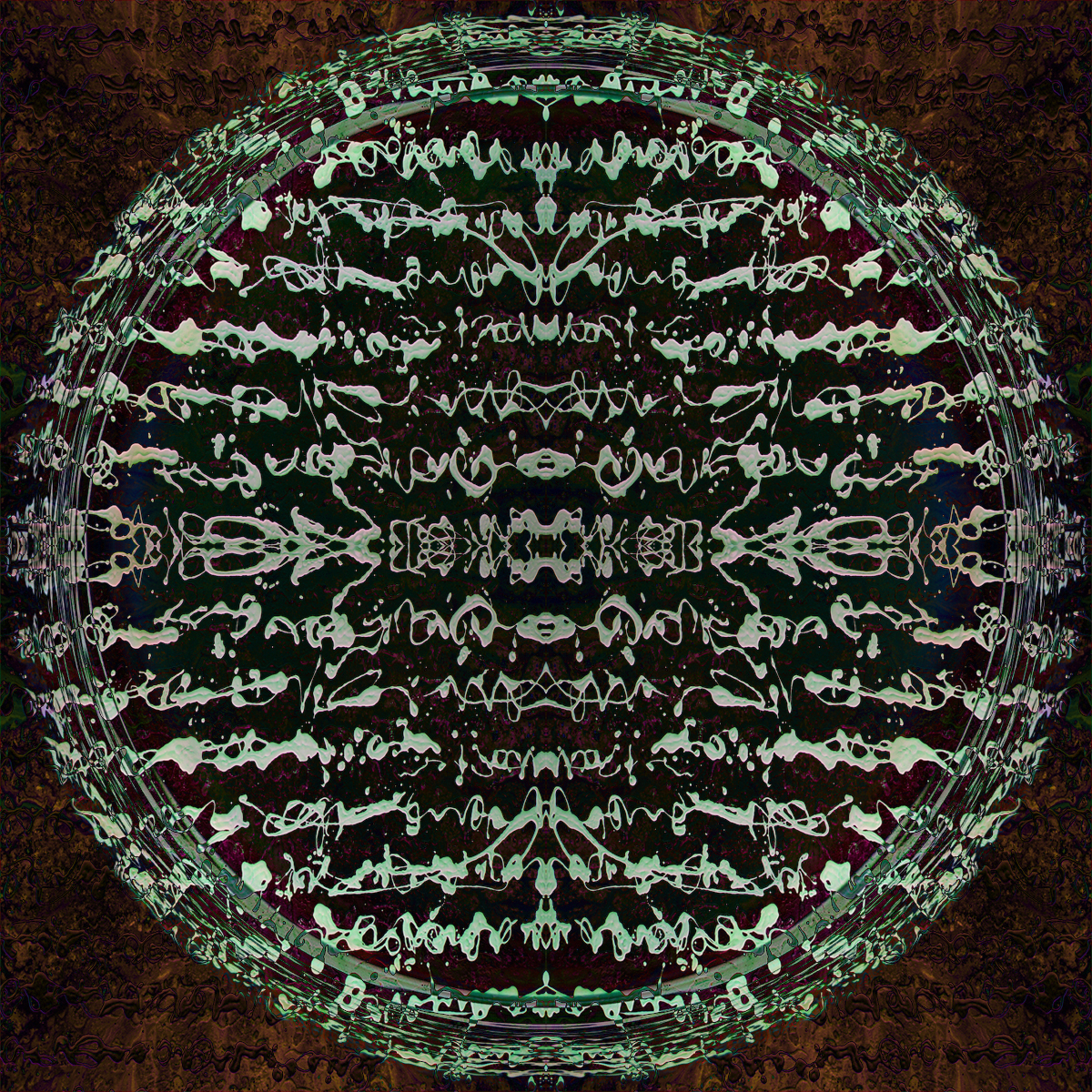
Scrittura asemica di Jean-Christophe Giacottino